# Santa Maria (nau)

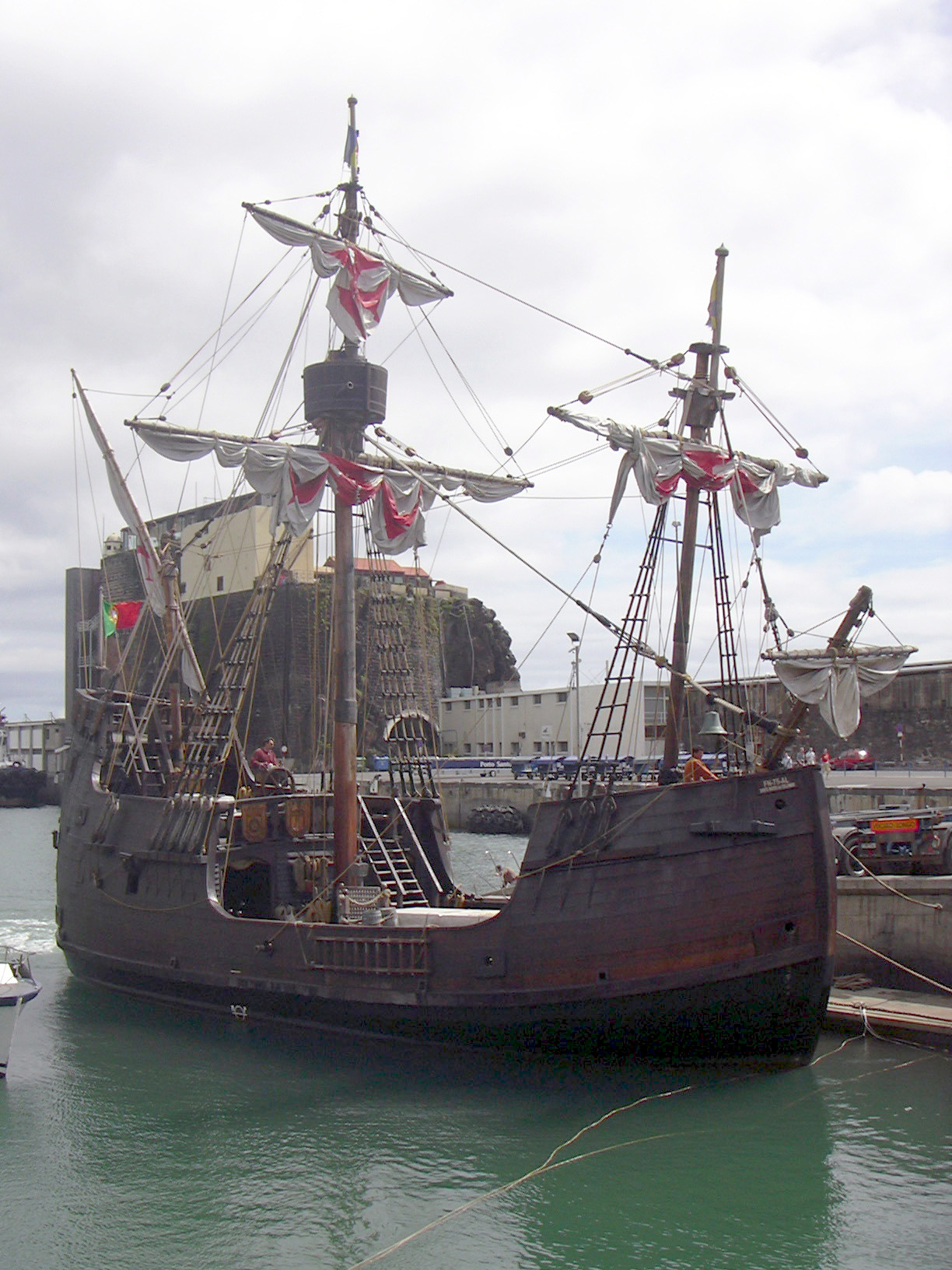
Réplica funcional da nau Santa Maria, ancorada no porto do Funchal, Madeira.

A Santa Maria, anteriormente chamada de La Gallega, foi a nau, do tipo carraca, capitânia do Almirante Cristóvão Colombo na viagem em que, navegando para Oeste pelo Oceano Atlântico, veio a descobrir o continente americano (1492). 
De propriedade do mestre Juan de la Cosa, morador das vizinhanças do porto de Palos de la Frontera, e que a pilotava nesta viagem, era considerada pelo Almirante como uma embarcação pesada.

## Naufrágio
A embarcação veio a encalhar num banco de areia, na ilha de Hispaniola (atual baía do Caracol, no Haiti), na noite de 25 de dezembro de 1492. Foram em vão as providências empreendidas para o seu resgate, tendo sido abatido o mastro e o porão esvaziado de mantimentos, sem sucesso.
No local de seu naufrágio, graças ao auxílio dos indígenas, foi providenciado o transbordo da carga e tripulantes para a Niña, tendo Colombo fundado, no local, o Fuerte Navidad, que deixou guarnecido com trinta e nove homens.

## Descoberta
Em maio de 2014, foi anunciado na imprensa que investigadores norte-americanos acreditam ter encontrado a nau "Santa Maria" nas profundidades do mar das Caraíbas, próximo do Haiti.
Dependendo do estado da madeira, poderá ser possível retirar do fundo do mar os restos da nau para que sejam expostos num museu do Haiti.
Especialistas no assunto põem em dúvida a descoberta.